# Hiroko Matsumoto
Hiroko Matsumoto (松本 弘子, Matsumoto Hiroko), née le 11 août 1935 à Tokyo, au Japon, et morte le 20 juin 2003 à Neuilly-sur-Seine, est un mannequin japonais.

## Biographie
Pierre Cardin la rencontre en 1957 lors d'un voyage au Japon alors qu'elle est déjà mannequin à Tokyo ; il tombe amoureux d'elle et lui propose de le suivre à Paris. Après trois années de réflexion, Hiroko Matsumoto décide de rejoindre Pierre Cardin et sa maison de couture. Elle est alors âgée de 24 ans.
Pierre Cardin en fait sa muse et son mannequin vedette dirigeant la cabine du couturier, symbole de l’engouement d’alors pour la mode et l’art de vivre japonais. Surnommée « Mademoiselle Hiroko », elle est le premier top-modèle japonais dans une collection de prêt-à-porter française et est connue dans le monde entier,.
Hiroko Matsumoto arrête en 1967 sa carrière de mannequin. Elle épouse Henry Berghauer, dirigeant du groupe Pierre Cardin, futur PDG de Hanae Mori, puis de la maison de couture Hervé Léger,. La même année, elle donne naissance à sa première fille, Olivia Berghauer, qui deviendra directrice au sein de la maison de couture italienne Versace.
Elle devient actrice en 1970, jouant le rôle de Kyoko, la maîtresse d'Antoine Doinel, interprété par Jean-Pierre Léaud, dans Domicile conjugal de François Truffaut ; elle exige de Truffaut qu'il change son scénario pour que ce soit Kyoko qui rompe avec Antoine Doinel et non l'inverse. Elle porte dans ce film des robes signées Hanae Mori. Elle continue à contribuer aussi à l'actualité de la mode pour le magazine Vogue.
Elle rencontre quelques années plus tard Jean-Claude Cathalan, alors dirigeant au sein de Roussel Uclaf,.  Cathalan divorce de sa première femme, Catherine Roussel, avec laquelle il a eu deux enfants. Il épouse Hiroko Matsumoto et rejoint grâce à elle l’univers du luxe en devenant président du groupe Revillon-Luxe, nouvelle filiale du groupe belge Cora (fourrures Revillon, qu'il valorise rapidement en favorisant les acquisitions successives de Karl Lagerfeld, Parfums Caron et de Jean-Louis Scherrer) ; il a été président du Comité Montaigne, jusqu'à sa mort en 2022.
Leur fille, Maxime Cathalan, est enlevée à l'âge de vingt mois sous les yeux de sa nourrice dans le jardin du Ranelagh à Paris ; elle sera rendue à ses parents le 23 juin 1975 contre une rançon de 1,5 million de francs, faisant la une des quotidiens français. Jean-Claude Cathalan décrira l'enlèvement dans un entretien donné au magazine Le Point en 1976.
Hiroko Cathalan meurt le 20 juin 2003 à Paris à l’âge de 67 ans.